# Nicasio Álvarez de Cienfuegos
Nicasio Álvarez de Cienfuegos (Madrid, 14 de diciembre de 1764; † Orthez, Francia, 30 de junio de 1809), escritor, periodista, poeta y dramaturgo español, de familia asturiana.

## Biografía
Estudió en los Reales Estudios de San Isidro. Luego estudió Derecho en las universidades de Oñate y de Salamanca. En esta última conoció a Juan Meléndez Valdés, que lo inició en la poesía, si bien la inspiración de Cienfuegos era más intelectual que sensual.
De vuelta en Madrid, ejerció de abogado y se hizo amigo de Manuel José Quintana, el gran poeta cívico. A la vez publicó sus versos y tragedias. Trabajó también como periodista y llegó a ser oficial de la Secretaría de Estado, ingresando además en la Real Academia Española y en la Orden de Carlos III. Su actitud ante los invasores franceses durante la guerra de la Independencia causó que fuera llevado como rehén a Francia, donde murió de tuberculosis.

## Obra
Aunque fue influido por el Neoclasicismo, es considerado como una de las principales figuras de la transición hacia el Romanticismo. Poseía además una decidida conciencia social, pues creyó en una fraternidad y hermandad universal, de la misma manera que Cicerón, y en la función de la caridad dentro del orden social, como muestra su poema En alabanza de un carpintero llamado Alfonso. La defensa de las clases trabajadoras que en esta obra hace ha sido vista como un patente ejemplo de la mentalidad prerromántica.
Su lírica posee una vertiente anacreóntica que para más en lo moral que en lo sensual. Intenta renovar la anquilosada adjetivación neoclásica (letargoso olvido, selvosas espesuras, musgoso frescor) y le preocupa el lenguaje y el ritmo en sus poemas, pero no logra deshacerse del impostado lenguaje neoclásico, que resulta retórico y falso.
Escribió también para el teatro; cultivó la tragedia en Pítaco, Idomeneo, Zoraida y La Condesa de Castilla, que fue la obra con que se dio a conocer como literato. También escribió comedia, como Las hermanas generosas, de un solo acto.